# Giovanni Andrea Carlone

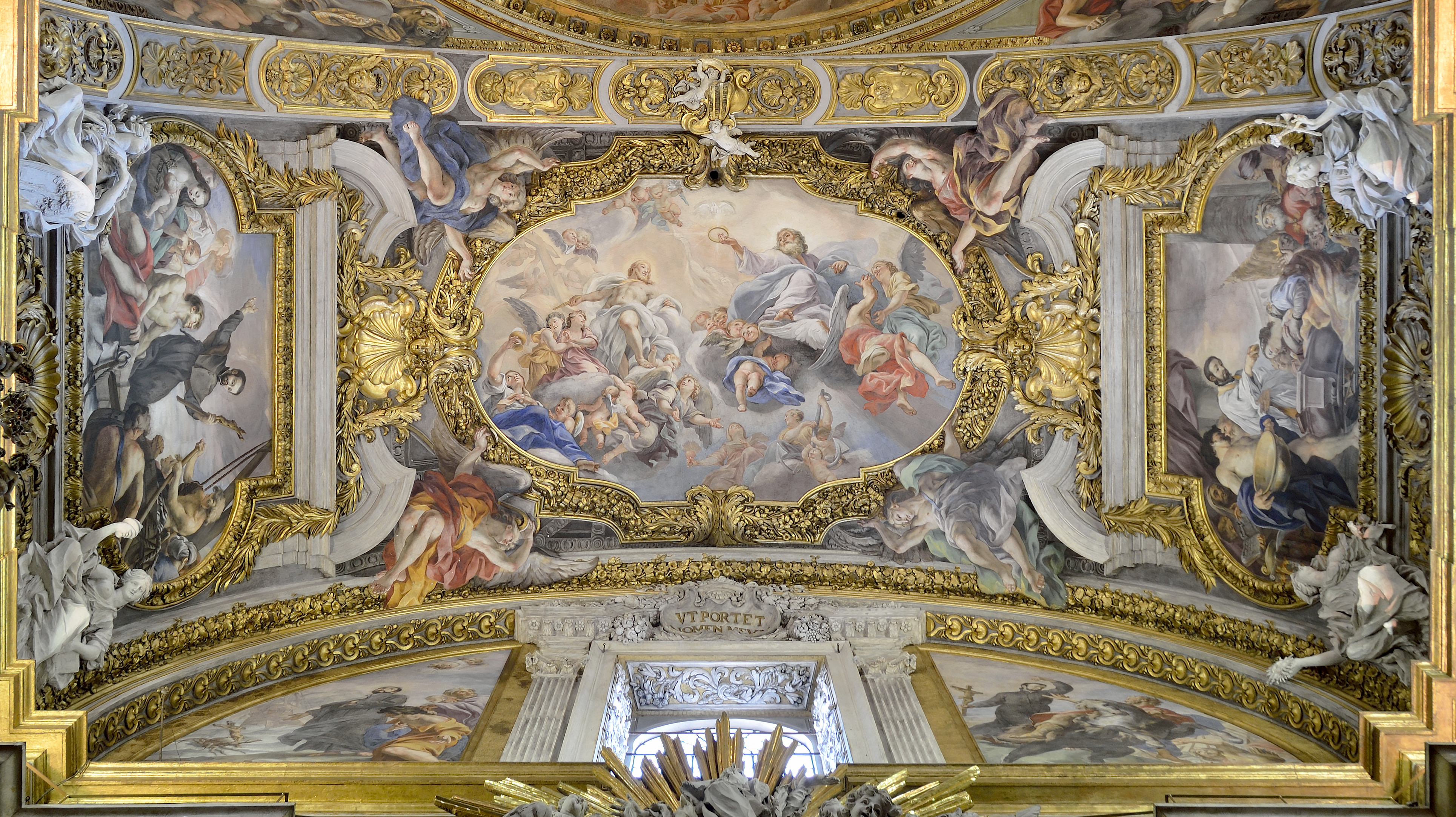
Giovanni Andrea Carlone, La Gloria di San Francesco Saverio, il Gesù, Roma

Giovanni Andrea Carlone o Carloni (Genova, 16 maggio 1639 – Genova, 4 aprile 1697) è stato un pittore italiano appartenente alla scuola del barocco genovese.

## Biografia
La famiglia Carlone, proveniente dal Canton Ticino, era attiva a Genova sin dal XVI secolo, a partire dall'attività di Taddeo Carlone, scultore e architetto. Il padre, Giovanni Battista e lo zio, Giovanni, erano a loro volta pittori. Giovanni Andrea, a differenza del padre, dopo aver lavorato nella sua bottega, si era però formato sugli artisti dell'Italia centrale, operando da apprendista nella bottega romana di Carlo Maratta (da cui apprese il gusto per il classicismo, che unito a quello di Andrea Sacchi fu per lui fonte di ispirazione) e da qui spostandosi in numerose città (Napoli, Palermo, Messina, Venezia, Padova, Ferrara, Bologna, Modena, Parma e Piacenza) e studiando da vicino l'arte umbra. 
Il suo esordio fu a Perugia, eseguì cicli ad affresco nella Chiesa del Gesù, nella Chiesa Nuova di San Filippo Neri (1666-1669) e nella Chiesa di Sant'Ercolano. Nella città umbra diede vita a un'Accademia artistica nella quale espresse le sue forme, permeate dalle contaminazioni di Pietro da Cortona e Giovanni Battista Gaulli. Trasferitosi a Roma nel 1673, nella Chiesa del Gesù eseguì gli affreschi con le Storie di san Francesco Saverio nella cappella Negroni, decorò un soffitto in Palazzo Altieri (1674-1677) e fu ammesso all'Accademia di San Luca (1675), dipingendo nel frattempo per il Pantheon.
Dopo il periodo perugino, però, nel 1677 Carlone tornò a Genova, dove fu autore di vasti cicli di affreschi, a carattere sacro e profano, e di numerose pale d'altare. Suoi affreschi sono conservati nella Chiesa di Nostra Signora del Carmine e Sant'Agnese (1677-1682), oltre a due soffitti in Palazzo Rosso, con l'Allegoria delle Arti liberali, e l'Allegoria della Vita dell'Uomo (1691-1692), due salotti in Palazzo Balbi Senarega, affreschi nell'Aula Magna del Palazzo dell'Università (1683) in San Bartolomeo dell'Olivella e nella Basilica della Santissima Annunziata del Vastato (1694-1696). In Liguria la sua attività si estese anche alla riviera.

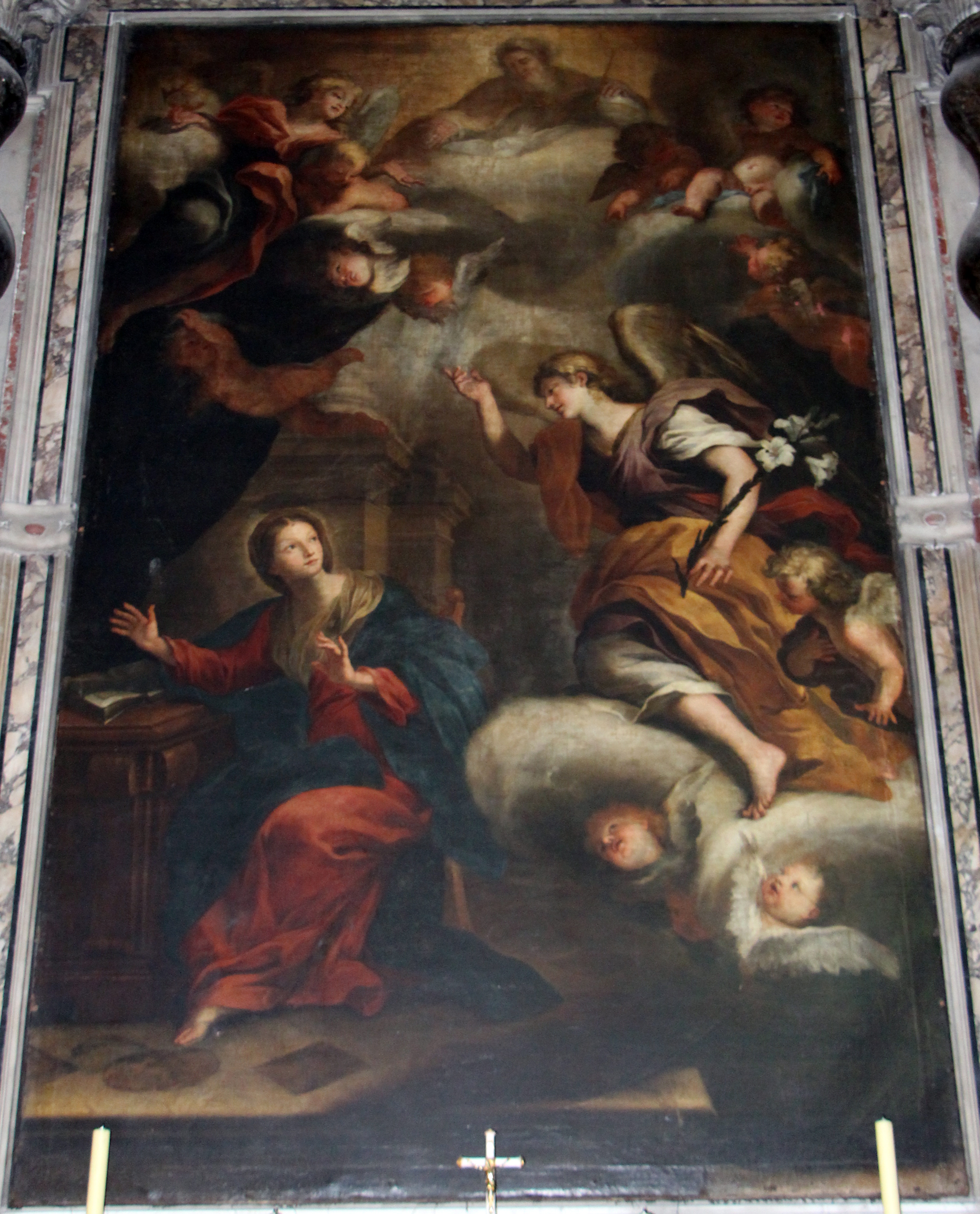
Annunciazione, Santa Maria delle Vigne, Genova
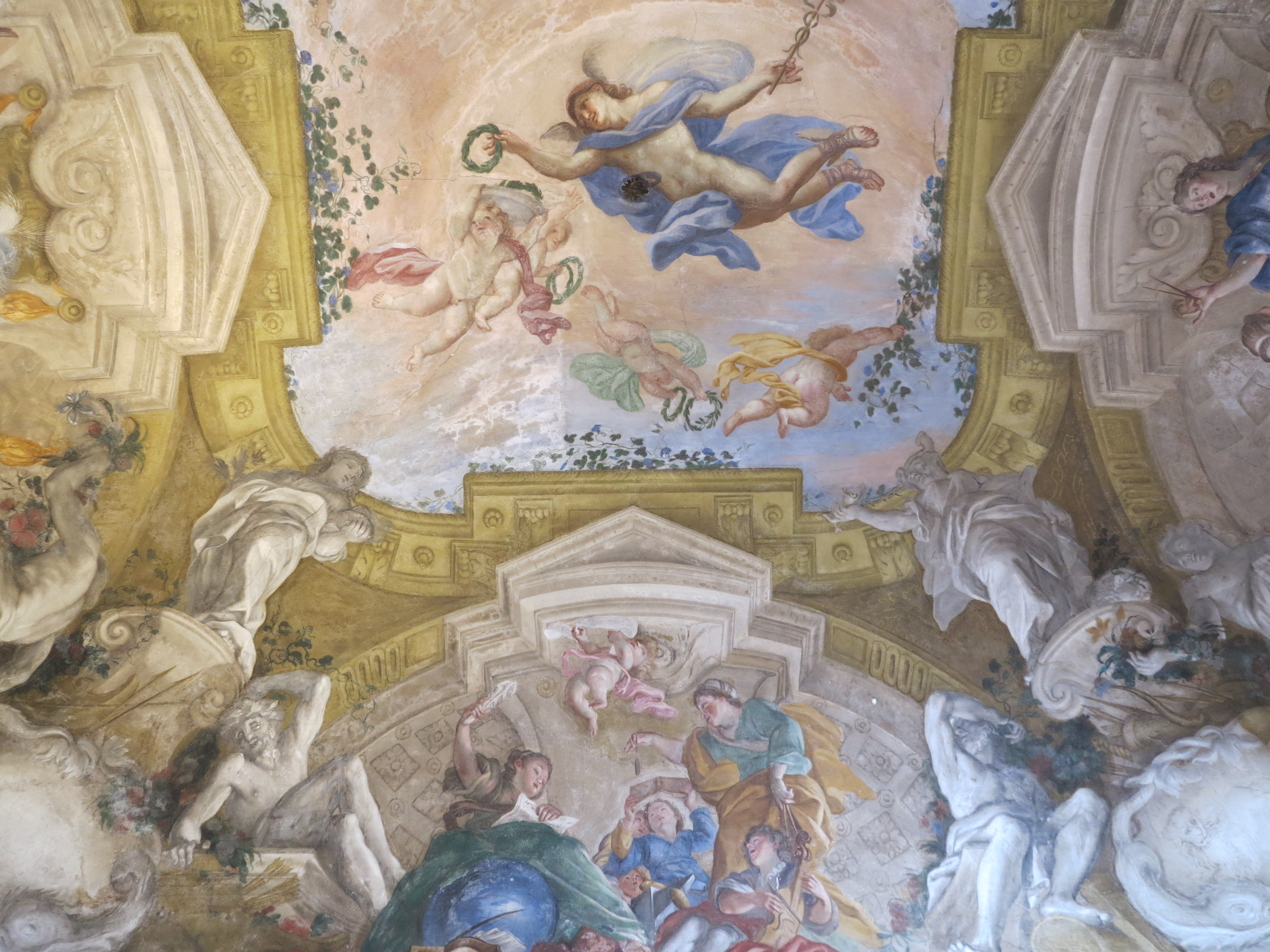
Sala delle arti liberali, Palazzo Rosso (Genova)
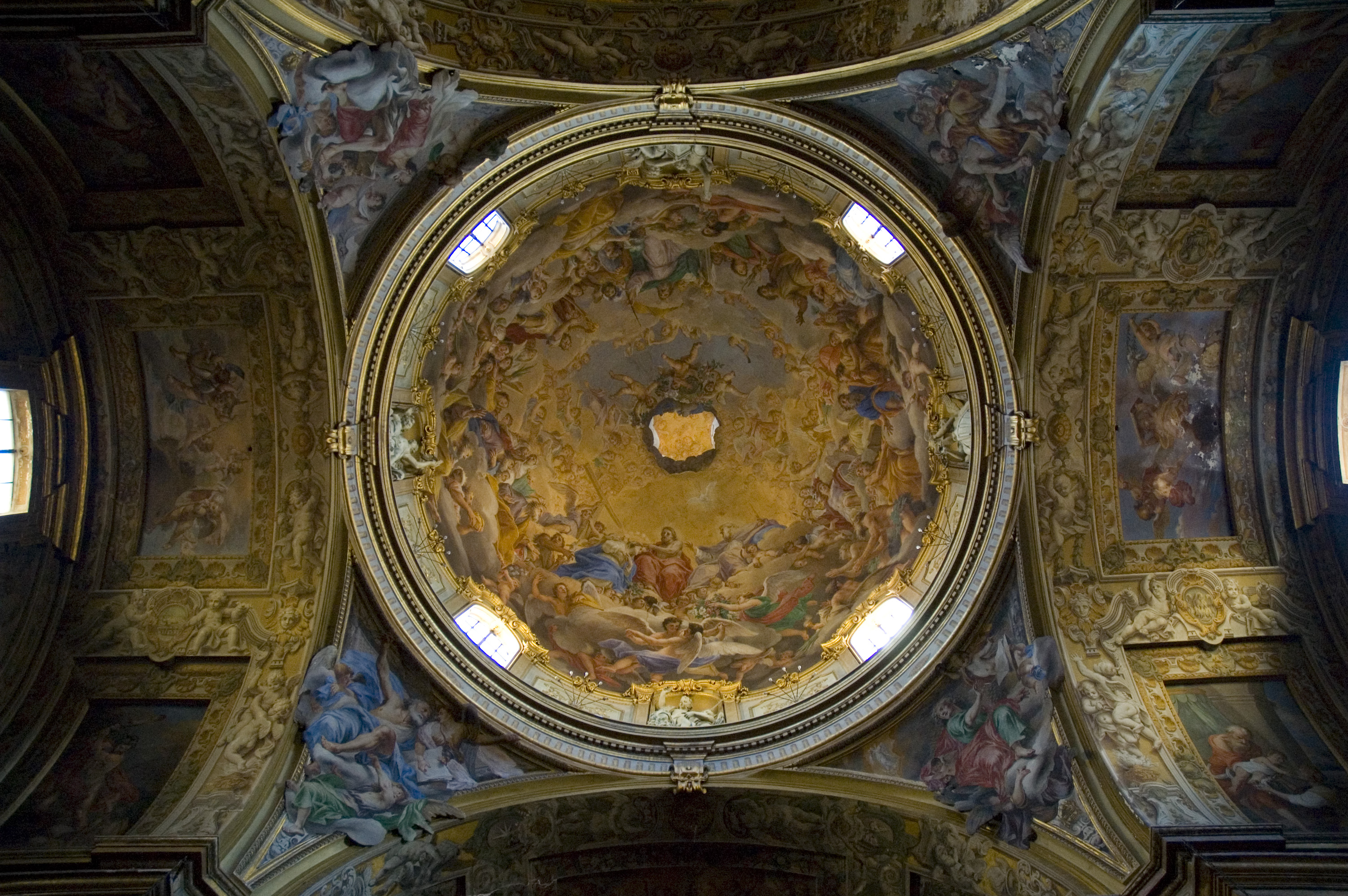
Perugia, cupola di San Filippo Neri
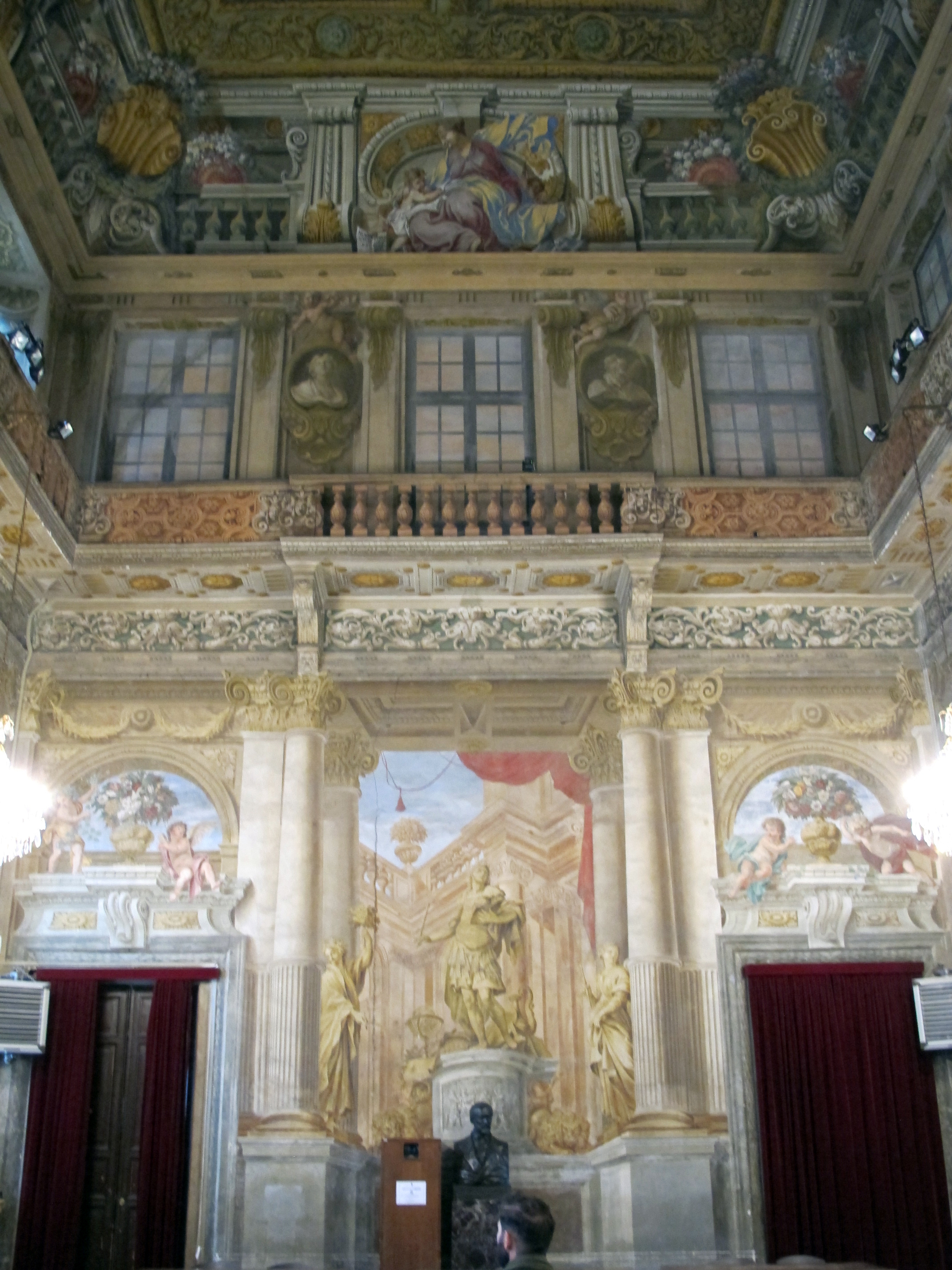
Genova, palazzo dell'università, aula magna

## Opere
- Storie di Giosuè, affreschi, - Perugia, Chiesa del Gesù, tribuna, tra il 1666 e il 1667.
- Quattro Evangelisti, affreschi, pennacchi della cupola, 1667. Episodi dell'Antico Testamento, affreschi, volta del presbiterio, tra il 1668 e il 1669. Presentazione di Maria, affreschi, cappella Bigazzini, 1669. Perugia, Chiesa di San Filippo Neri (Chiesa Nuova)
- Vita di San Paolo (1673) sulle pareti e Gloria di San Paolo tra i Dottori della Chiesa (1675) nella cupola, unico affresco che ad oggi risulti portare la sua firma ancora visibile. Perugia, Chiesa di Sant’Ercolano.
- Annunciazione, olio su tela, - Genova, Chiesa di Santa Maria delle Vigne, cappella Corrieri, prima del 1670.
- Le sante Lucia e Apollonia e san Bernardino in adorazione dell'eucaristia, pala d'altare, Montoggio, Chiesa di San Giovanni Decollato, 1670
- Virtù Eroica, affresco, - Perugia, Palazzo Ferretti (ora Biblioteca comunale Augusta), sala, 1670.
- Giove trionfante su Nettuno e Plutone, affreschi, - Foligno, Villa Clio Carpello, otto sale, 1670.
- Miracoli del Santissimo Sacramento e Storie di Davide, nove quadri ad olio, La Vittoria di Gedeone sui Madianiti, affreschi, - Assisi, Duomo di San Rufino, Cappella del Santissimo Sacramento, tribuna e calotta absidale, 1670.
- Virtù che abbatte la discordia e il Trionfo della verità, affreschi, - Genova, Palazzo di Francesco Maria Balbi, due sale, 1670.
- Affreschi (ora distrutti), - Perugia, Palazzo dei Priori, anticamera, 1672.
- Assunzione della Vergine e le Virtù Teologali, affreschi, Cappella del Santissimo Sacramento, tribuna e calotta absidale, 1673 circa. Elia che chiama il fuoco, affresco, - Assisi, Duomo di San Ruffino, parte anteriore della navata, 1673.
- Il Crocifisso di San Francesco Saverio caduto in mare e portato a riva da un granchio, San Francesco Saverio battezza una regina indiana e la Apoteosi del Santo, affreschi, - Roma, Chiesa del Gesù, cappella di San Francesco Saverio, volta, 1673-1678.
- Sibilla Eritrea, olio su tela, - Roma, Pantheon, cappella di San Giuseppe, 1674.
- Fregio decorativo, affreschi, - Roma, Palazzo Altieri, Sala Verde, 1674-1677.
- Eliseo moltiplica l'olio alla vedova, Elia e i profeti di Baal, Sante e santi Carmelitani e la Gloria di Santa Teresa d'Avila, quadri ad olio su tela, - Genova, Chiesa di Nostra Signora del Carmine, 1678 circa.
- Il profeta Aggeo, olio su tela, Visitazione e presentazione di Maria al Tempio, olio su tela, - Genova, Basilica della Santissima Annunziata del Vastato, Cappella Gentile, 1678.
- Gloria di Sant'Agostino, Discesa dello Spirito Santo, Virtù, affreschi, - Genova, Chiesa del convento di San Bartolomeo all'Olivella, 1681.
- Doni dello Spirito Santo realizzate nel 1683 per il Salone degli Esercizi Letterari del Collegio dei Gesuiti di Genova, attuale aula magna dell'Università.
- Apparizione del Bambino a San Filippo Neri, olio su tela,- Spotorno, Chiesa parrocchiale, 1688.
- Visione di Santa Brigida di Svezia, olio su tela, - Genova, Chiesa di Maria Santissima della Misericordia e Santa Fede, 1689.
- San Francesco di Paola, olio su tela, - Genova, Chiesa del Rimedio, 1689.
- Il Crocifisso abbraccia San Nicola da Tolentino, olio su tela, - Genova, Chiesa di San Nicola, 1690 circa.
- Allegoria delle Arti liberali, Allegoria della Vita dell'Uomo, affreschi, - Genova, Palazzo Brignole-Sale (Palazzo Rosso), due sale, tra il 1691 e il 1692.
- Ercole incatena Cerbero, Giudizio di Prometeo, Supplizio di Tizio, affreschi, - Genova, Cappella di Palazzo Reale, tra il 1694 e il 1696.
- Storie di San Sebastiano, affreschi, - Genova, Cattedrale di San Lorenzo, Cappella Senarega, volta, 1695[3].
- affreschi con le Imprese di Ercole per il Palazzo di Cristoforo Spinola (via San Luca 6), a Genova (distrutti)[4]

All'elenco vanno aggiunti gli affreschi, ormai distrutti per un crollo avvenuto nel 1868, realizzati nel tetto dell'Aula Magna del Palazzo dell'Università (ex Collegio dei Gesuiti) di Genova.